# Araneus aubertorum
Araneus aubertorum este o specie de păianjeni din genul Araneus, familia Araneidae, descrisă de Berland, 1938. Conform Catalogue of Life specia Araneus aubertorum nu are subspecii cunoscute.